# Garronita-Na
La garronita-Na és un mineral de la classe dels silicats que pertany al grup de les zeolites.

## Característiques
La garronita-Na és un tectosilicat de fórmula química Na₆(Al₆Si10O32)·8,5H₂O. Va ser aprovada com a espècie vàlida per l'Associació Mineralògica Internacional l'any 2015, sent publicada per primera vegada el 2016. Cristal·litza en el sistema monoclínic.
L'exemplar que va servir per a determinar l'espècie, el que es coneix com a material tipus, es troba conservat a les col·leccions mineralògiques del Museu Canadenc de la Natura, al Quebec (Canadà), amb el número de catàleg: cmcmc 86893.

## Formació i jaciments
Va ser descoberta a la pedrera Poudrette, situada al mont Saint-Hilaire, dins el municipi regional de comtat de La Vallée-du-Richelieu, a Montérégie (Quebec, Canadà). Es troba en forma d'agregats cristal·lins de masses botroidals de fins a 1,5 mm de mida. També se'n troben cristalls individuals, opacs i blancs, i cristalls pseudooctaèdrics de fins a 2 mm de diàmetre. Aquesta pedrera canadenca és l'únic indret de tot el planeta on ha estat descrita aquesta espècie mineral.